# Ragnar Adde
Ragnar Adolf Victor Adde, född den 17 mars 1910 i Stockholm, död den 15 september 1990 i Djursholm, var en svensk jurist. Han var i sitt och hennes andra äktenskap gift med Birgitta Adde.
Adde avlade studentexamen 1930 och juris kandidatexamen vid Stockholms högskola 1935. Han genomförde tingstjänstgöring vid Stockholms läns västra och Sunnerbo domsagor 1936–1938. Adde blev fiskal i Svea hovrätt 1939, tingssekreterare i Uppsala läns södra domsaga 1942, adjungerad ledamot i Svea hovrätt 1945, extra ordinarie assessor där 1947, tillförordnad häradshövding i Livgedingets domsaga 1947, tingsdomare i Hälsinglands norra domsaga 1950, tillförordnad revisionssekreterare 1952, tingsdomare i Södertörns domsaga 1953 och hovrättsråd i Svea hovrätt 1962. Han var biträdande häradshövding i Södra Roslags domsaga 1963–1976. Adde blev riddare av Nordstjärneorden 1953 och kommendör av samma orden 1968.